# 머서아일랜드

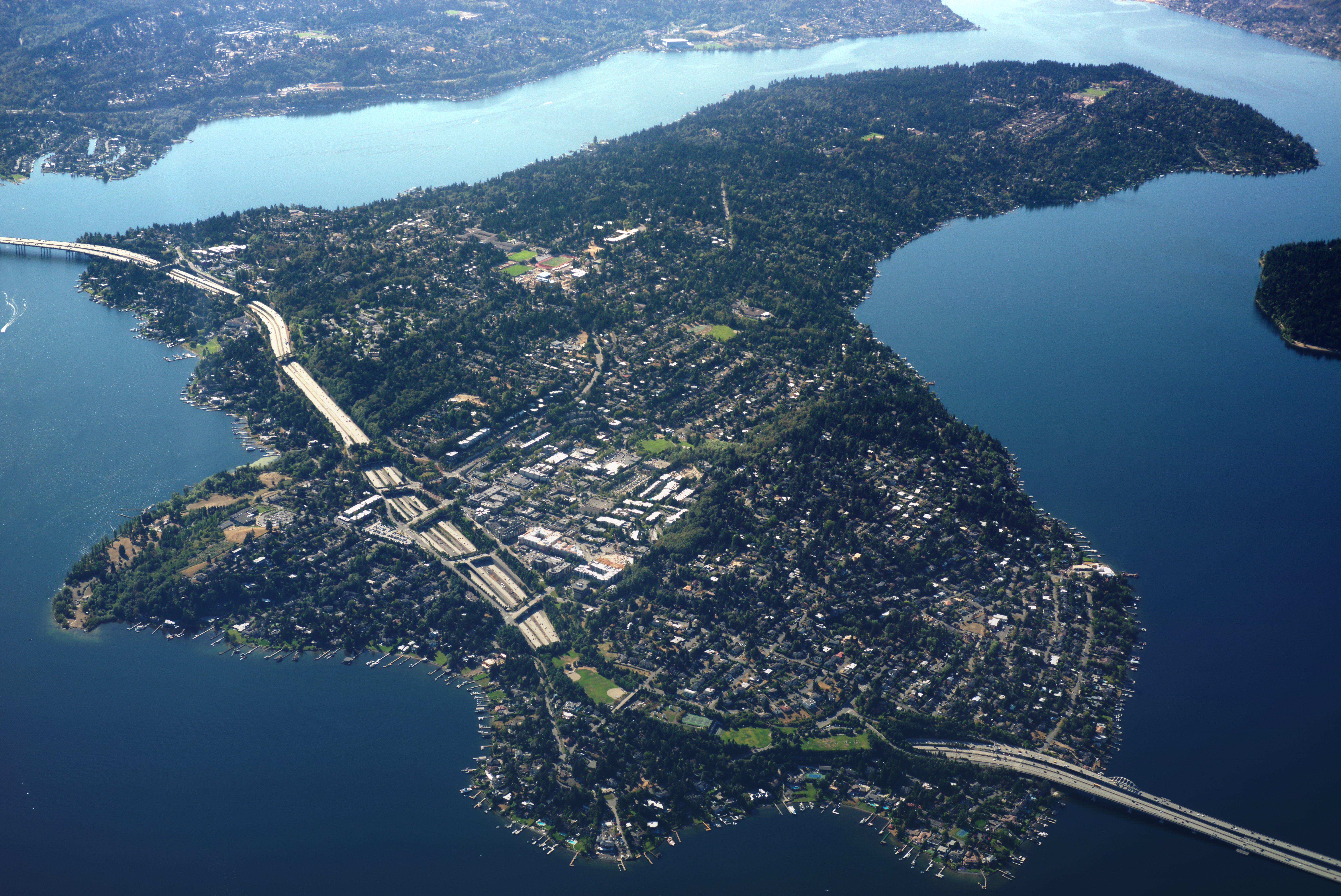
머서아일랜드

머서아일랜드(영어: Mercer Island)는 미국 워싱턴주 킹군에 위치한 도시이다. 도시는 워싱턴호에 떠있는 가장 큰 동명의 섬에 위치하고 있다. 시애틀 도시권에 해당하는 지역으로, 고급 주택가로 알려져 있다. 인구는 22,036명으로 호수 안에 있는 섬으로는 미국 내에서 가장 많다.

## 인구
| 인구조사                            | 인구   | Note  | %±    |
| ----------------------------------- | ------ | ----- | ----- |
| 1970년                              | 19,047 |       | —     |
| 1980년                              | 21,522 |       | 13.0% |
| 1990년                              | 20,816 |       | −3.3% |
| 2000년                              | 22,036 |       | 5.9%  |
| 2010년                              | 22,699 |       | 3.0%  |
| 2019 (추산)                         | 25,894 | [ 2 ] | 14.1% |
| U.S. Decennial Census 2018 Estimate |        |       |       |